# Bakonyi Alexa

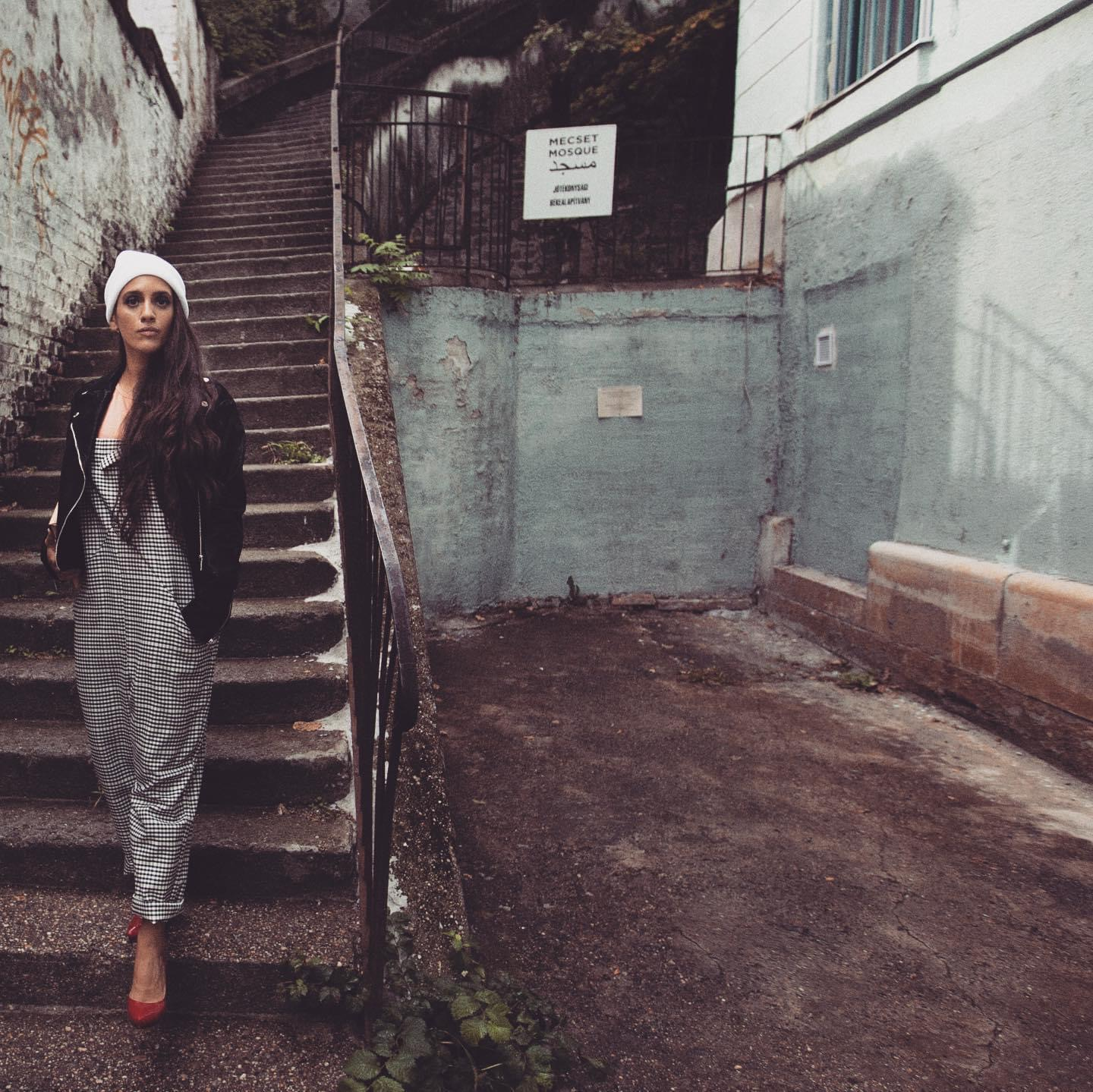

Bakonyi Alexa (Budapest, 1988. március 1. –) magyar színésznő, a Popup Produkció alapítója.

## Életpályája
2006-ban érettségizett az Alternatív Közgazdasági Gimnáziumban. A Bárka Színház, a székesfehérvári Vörösmarty Színház, a Szkéné Színház előadásaiban kezdte pályáját. 2016-2019 között a Színház- és Filmművészeti Egyetem drámainstruktor-színjátékos szakos hallgatója volt. Több filmben illetve sorozatban is szerepelt, és tagja volt a Terminal Workhouse-nak. 2017-ben megalapította A PopUp Produkciót.

## Filmes és televíziós szerepei
- Nagykarácsony (2021) ...Bártenderes lány
- Keresztanyu (2021–2022) ...Vámos Annabella
- 200 első randi (2019) ...Réka
- Nofilter (2019) ...Erika
- Drága örökösök (2019) ...Pincérnő
- Aranyélet (2018) ...Mátyásné Szabina
- Napszállta (2018)
- Pappa Pia (2017)
- Tóth János (2017) ...Escortlány
- Csak színház és más semmi (2016)
- Fapad (2014) ...Kumcsida hívő
- Coming out (2013) ...Nővér